# 岡本純治
岡本 純治（おかもと じゅんじ、1976年- ）は、ヨギプロダクション所属の俳優であり、主に舞台俳優に多く出演する。

## 概要
小樽商科大学卒業。舞台以外では、再現VTRの人になったり、またタモリ倶楽部の空耳アワーにも多数出演している。休日には副業で某派遣会社で働いている事でも有名であるが、その時は芸能人を忘れて一般人に混ざってやっている。

## 主に出演している準レギュラー番組
- タモリ倶楽部(テレビ朝日)-空耳アワー
- こたえてちょーだい(フジテレビ)-再現VTRの人
- おもいッきりテレビ(日本テレビ)-同上

## 過去に出演した番組
- ザ！情報ツウ(日本テレビ)-再現VTRの人
- 発掘!あるある大事典(フジテレビ)-同上(やらせの回には登場していない)

## 舞台出演作品
劇団め組公演
- 「明治仁侠伝～会津篇・戊辰残照」
- 「明治仁侠伝 ～ある士族たちの物語」
- 「幕末異譚・大江戸喧嘩囃子」
- 「新撰組」
- 「徳川慶喜」
- 「赤報隊始末記」
- 「岡田以蔵」
- 「鞍馬天狗」
- 「HITOKIRI 浅右衛門」
- 「信長 -神に挑んだ男-」
- 「鬼夜叉」
- 「ASSASSIN-彰義隊後日譚」

劇団め組名作劇場
- 「裸の王様」
- 「泣いた赤おに」
- 「あおいとり」
- 「杜子春」
- 「走れメロス」
- 「ベニスの商人」

劇団チャイ。公演 
- 「ノーモア」[1]